# Peso Colombia
Peso là tiền tệ của Colombia. Mã ISO 4217 của nó là COP. Biểu tượng peso chính thức là $, với COL $ cũng được sử dụng để phân biệt với các loại tiền có mệnh giá peso khác.

## Tiền tệ đang lưu hành
Mệnh giá tiền xu phổ biến 50.100.200.500.1000 peso

## Tiền giấy
Phiên bản mới có 2000, 5000, 10000, 20.000, 50.000 và 100.000 peso